# Bob McIntyre (voetballer)
Bob McIntyre (Cambuslang, 15 mei 1904 – 18 februari 1998) was een Schots voetballer. In zijn carrière heeft hij bij verschillende clubs in de Verenigde Staten gespeeld. In het seizoen 1931 werd hij topscorer in de American Soccer League.

## Prijzen

### Topscorer American Soccer League
- Winnaar (1): 1931 (22)